# موتولا
موتولا (به ایتالیایی: Mottola) یک کومونه در ایتالیا است که در استان تارانتو واقع شده‌است.

## خصوصیات
موتولا ۲۹۲٫۳۳ کیلومترمربع مساحت و ۱۵٬۹۹۷ نفر جمعیت دارد و ۳۸۷ متر بالاتر از سطح دریا واقع شده‌است.